# 逆光の頃
『逆光の頃』（ぎゃっこうのころ）は、タナカカツキによる日本の漫画。1988年に第18回ちばてつや大賞で準大賞を受賞した読みきり作品を元に、『コミックモーニング』（講談社）および『モーニングOPEN』（同社刊）で連載後、1989年6月に講談社より単行本が刊行された。
将来への漠然とした不安や性への興味といった思春期特有の少年たちの心情を、京都の街を背景に幻想的に描いた短編連作集。全12話。
高杉真宙主演で実写映画化され、2017年7月8日に公開された。

## 書誌情報
- 『逆光の頃』（1989年6月発売、講談社、ISBN 4-06-103796-X）
- 『逆光の頃 新装版』（2009年7月30日発売、太田出版、ISBN 978-4-7783-2087-4）
- 『逆光の頃 完全版』（2017年1月16日発売、講談社、電子書籍のみ）

## 映画
高杉真宙主演で、2017年7月8日から全国で公開された日本の青春映画。『ももいろそらを』などの監督を務めた小林啓一が監督・脚本・撮影を手がけた。原作の第3話「僕は歪んだ瓦の上で」第5話「銀河系静電気」第6話「金の糸」が元となっている。

### キャスト
- 赤田孝豊：高杉真宙
- みこと：葵わかな
- 公平：清水尋也
- 小島：金子大地
- みことの父：桃月庵白酒
- 五月：佐津川愛美
- 孝豊の父：田中壮太郎
- 若い頃の孝豊の母（声のみ）：茅野愛衣

### スタッフ
- 監督：小林啓一
- 原作：タナカカツキ
- 脚本：小林啓一
- 製作：間宮登良松
- エグゼクティブプロデューサー：加藤和夫
- プロデューサー：中野剛、原田博志
- ラインプロデューサー：松嶋翔
- 録音：日高成幸
- 衣装：野口吉仁、内山さやか
- ヘアメイク：北村あきな
- 方言指導：平松実季
- 製作：東映ビデオ、マイケルギオン
- 配給：SPOTTED PRODUCTIONS

### 関連商品

#### DVD・Blu-ray
- 逆光の頃 DVD（2018年2月7日発売、東映ビデオ、品番：DSTD20060）[2]